# Baccaurea mollis
Baccaurea mollis är en emblikaväxtart som beskrevs av Haegens. Baccaurea mollis ingår i släktet Baccaurea och familjen emblikaväxter. Inga underarter finns listade i Catalogue of Life.